# رائوکو
رائوکو (به اسپانیایی: Rauco) یک شهرستان در شیلی است که در استان کوریکو واقع شده‌است. رائوکو ۳۰۸٫۶ کیلومتر مربع مساحت و ۹٬۵۴۳ نفر جمعیت دارد و ۱۷۵ متر بالاتر از سطح دریا واقع شده‌است.